# Legge di delegazione europea
La legge di delegazione europea (già legge comunitaria) è il provvedimento normativo con cui l'Italia recepisce nel proprio ordinamento interno delle norme giuridiche prodotte dall'Unione europea. 
Questo processo di adeguamento della legislazione italiana rispetto alle direttive europee, è realizzato mediante i decreti legislativi basati su specifiche leggi delega.

## Storia
L'obbligo venne introdotto, nell'ordinamento italiano, dalla legge 9 marzo 1989 n. 86 (conosciuta anche come la "legge La Pergola") È stata in seguito abrogata e sostituita dalla legge Buttiglione.
Il procedimento di emanazione dei decreti legislativi di attuazione di un insieme di direttive è stato regolato dalla L. 24 dicembre 2012, n. 234, la quale prevede che entro il 28 febbraio di ogni anno il Governo presenti una "legge di delegazione europea", alla quale può seguire un'altra entro il 31 luglio, relativa al secondo semestre dell'anno.

## Normativa per l'adeguamento ordinamento comunitario
Legge 4 febbraio 2005, n. 11, in materia di "Norme generali sulla partecipazione dell'Italia al processo normativo dell'Unione europea e sulle procedure di esecuzione degli obblighi comunitari"
La Legge 24 dicembre 2012, n. 234, "Norme generali sulla partecipazione dell'Italia alla formazione e all'attuazione della normativa e delle politiche dell'Unione europea", ha sostituito la legge comunitaria con la legge di delegazione europea e la legge europea, la prima per il recepimento delle direttive e degli altri atti dell'Unione Europea; la seconda per prevedere norme di diretta attuazione degli obblighi comunitari senza l'intermediazione dell'esecutivo .